# 榆林河 (折多河)
榆林河，也称折多河、七家沟，位于中华人民共和国四川省甘孜藏族自治州康定县东部，是折多河右岸支流。发源于贡嘎山北麓，沿着贡嘎山的西北坡东北流，至康定县城炉城镇汇入折多河。河长42千米，流域面积680平方千米。流域地处高山峡谷地区，坡陡流急，支流短小。年均径流量6.43亿立方米，河流总落差2120米。
大多数地图都将榆林河标注为“折多河”，折多河康定县城以上河段标注为“雅拉河”，两河相汇后称“康定河”。本文采用的是《中国河湖大典》的说法，故与一些地图资料不同。